# Jacobus Kapteyn
Jacobus Kapteyn (neerlandès: Jacobus Cornelius Kapteyn)  (Barneveld i Utrecht, 19 de gener de 1851 - Amsterdam, 18 de juny de 1922) va ser un astrònom neerlandès conegut pels seus estudis de la Via Làctia i per descobrir la primera evidència de la seva rotació.

## Vida
Kapteyn va néixer en Barneveld el 19 de gener de 1851. En 1868 començar a estudiar matemàtiques i física a la Universitat d'Utrecht. En 1875, després de finalitzar la seva tesi, va treballar tres anys a l'Observatori de Leiden, convertint-se en el primer catedràtic d'Astronomia i Mecànica Teòrica a la Universitat de Groningen, on va romandre fins a la seva jubilació en 1921.
Entre 1896 i 1900, mancant un observatori, es va presentar voluntari per mesurar les plaques fotogràfiques obtingudes per David Gill, qui estava duent a terme una prospecció fotogràfica d'estels de l'hemisferi sud celeste des de l'Observatori de Ciutat del Cap. El resultat de tal col·laboració va ser la publicació del Cape Photographic Durchmusterung, un catàleg que conté les posicions i magnituds de 454.875 estels de l'hemisferi austral.
En 1897, com a part d'aquest treball, descobreix l'estrella de Kapteyn que en aquella època resultava ser l'estel amb major moviment propi encara que en l'actualitat aquest mèrit l'ostenta l'estel de Barnard.
En 1904, estudiant el moviment propi dels estels, Kapteyn anuncia que aquests moviments no són aleatoris, tal com es pensava aleshores. Els estels podien dividir-se en dos corrents, movent-se gairebé en sentits oposats. No obstant això, no va ser fins a temps després que els astrònoms es van adonar que aquesta era la primera evidència de la rotació de la Via Làctia, la qual cosa va permetre el descobriment de la rotació galàctica per Bertil Lindblad i Jan Oort.
En 1906, Kapteyn va llançar un pla per estudiar amb major detalli la distribució d'estels en la Via Làctia, usant recomptes d'estels en diferents direccions. El pla suposava mesurar la magnitud aparent, el tipus espectral, la velocitat radial i el moviment propi d'estels en 206 zones. Aquest enorme projecte va ser la primera anàlisi estadística coordinat en astronomia i en ell van cooperar més de quaranta observatoris diferents.
Kapteyn va ser guardonat amb la Medalla James Craig Watson en 1913. Es va retirar en 1921 a l'edat de setanta anys encara que sota petició del seu antic estudiant i director de l'Observatori de Leiden, Willem de Sitter, Kapteyn va tornar a Leiden per ajudar en l'actualització de l'observatori a uns estàndards astronòmics contemporanis.
En 1922 publica "Primer intent d'obtenir una teoria de la disposició i moviment del sistema sideri", on descrivia un univers illa amb forma lenticular en el qual la densitat decreix des del centre cap a les regions més externes, conegut com a model de l'univers de Kapteyn. En el seu model, la Via Làctia tenia una grandària de 40.000 anys llum amb el Sol relativament prop del seu centre (a 2.000 anys llum). El model era vàlid a altes latituds galàctiques però fallava en el plànol galàctic a causa de la falta de coneixement de l'absorció del medi interestel·lar.
Va ser després de la mort de Kapteyn, en Amsterdam, quan Robert Trumpler va determinar que la quantitat d'enrogiment interestel·lar era molt major que la asumida per Kapteyn. Aquest descobriment va augmentar la grandària estimada de la galàxia fins a 100.000 anys llum, amb el Sol situat a uns 30.000 anys llum del centre galàctic.

## Guardons
- Medalla d'or de la Reial Societat Astronòmica (1902)
- Medalla James Craig Watson (1913)
- Medalla Bruce (1913)

## Epònims
- L'Institut Kapteyn d'Astronomia de la Universitat de Groningen.
- El Telescopi Jacobus Kapteyn (JKT) del Grup de Telescopis Isaac Newton (ING) de l'Observatori del Roque de los Muchachos a l'illa de la Palma, Canàries
- El cràter Kapteyn a la Lluna.
- L'asteroide (818) Kapteynia.
- L'estrella de Kapteyn
- Un carrer de la ciutat de Groningen.